# Фрейтаг фон Лорингофен
Фрейтаг фон Лорингофен — баронский род.

## Происхождение и история рода
Древний немецкий дворянский род, известный в Вестфалии с начала XII в., в Лифляндии с XIV в., внесен в рыцарские матрикулы Лифляндии. Курляндии и о. Эзель.
- Иоганн Фридрих фон Лоринкгофен (ок. 1430—1494) — магистр Ливонского ордена с 1483 по 1494 год.

Именным Высочайшим указом, от 11 мая 1878 года, действительному статскому советнику Карлу-Иоганну Карловичу Фрейтаг фон Лорингофен дозволено, с нисходящим его потомством, пользоваться в России баронским титулом.
Именным Высочайшим указом, от 1 сентября 1878 года, генеральному консулу в Данциге, действительному статскому советнику Карлу-Готлибу Фрейтаг-фон-Лорингофен (Карлу Андреевичу) дозволено, с нисходящим его потомством, пользоваться в России баронским титулом.
- Фрейтаг, Генрих Вильгельм фон (1720—1798) — ганноверский фельдмаршал.
- барон Фрейтаг фон Лорингофен, Вессель (1899—1944) — один из руководителей германской военной разведки.
- Фрейтаг-Лорингофен, Эльза фон (1874—1927) — немецкая художница и скульптор, относящаяся к движению дадаистов.

## Описание герба
В голубом щите с дамасским узором три серебряных кольца два вверху, одно внизу.
Над щитом баронская корона и баронский коронованный шлем. Нашлемник — два голубых орлиных крыла с узором, на каждом по три серебряных кольца — два вверху, одно внизу. Намет голубой с серебром. Щитодержатели — два рыцаря Ливонского ордена с копьями в руках. Девиз: «FIDELIS USQUE AD MORTEM» серебром по голубому.